# Cantonul Salvagnac
Cantonul Salvagnac este un canton din arondismentul Albi, departamentul Tarn, regiunea Midi-Pyrénées, Franța.

## Comune
- Beauvais-sur-Tescou
- La Sauzière-Saint-Jean
- Montdurausse
- Montgaillard
- Montvalen
- Saint-Urcisse
- Salvagnac (reședință)
- Tauriac